# Тирон, Алёна Димитриевна
Алёна Димитриевна Тирон (в девичестве Богачёва, по первому браку Михальцова, род. 8 декабря 1993 года, Новосибирск) — российская регбистка, защитница команды ЦСКА и сборной России по регби-7, капитан национальной сборной в 2017—2021 годах. Выступала за клуб «Енисей-СТМ», в составе которого выиграла чемпионат России в 2017 году. В составе ЦСКА играет с 2020 года, выиграла с ним чемпионаты России в 2021—2024 годах, четыре Кубка России в 2020, 2021, 2022 и 2024 годах. В составе сборной России по регби-7 шесть раз выигрывала чемпионат Европы (2014, 2016, 2017, 2018, 2019 и 2021 годы). Заслуженный мастер спорта России (27 апреля 2018 года).

## Клубная карьера
С 15 лет Алёна начала заниматься легкой атлетикой по примеру старшей сестры, была серебряным и бронзовым призёром чемпионата России. Занималась бегом на дистанции 60, 100 и 200 метров. В 2011 году Владимир Николаевич Демонов, менеджер клуба «Енисей-СТМ», увидел её выступление на соревнованиях Сибирского федерального округа по лёгкой атлетике, проходивших в Омске и предложил ей перейти в регби. Изначально девушка не согласилась сменить вид спорта, но вскоре под влиянием сестры и её мужа тайно уехала в Красноярск для просмотра, заключив с клубом контракт, а затем вернувшись домой. Своей матери она говорила, что ездит на тренировки, но не говорила, какой вид спорта имелся в виду.
В марте 2013 года, окончив училище олимпийского резерва, Богачёва окончательно уехала в Красноярск, сообщив предварительно матери о своём решении заниматься регби. Ей поступило предложение от тренера клуба «Енисей-СТМ» Максима Зальцмана, и 1 мая 2013 года она стала игроком красноярской команды. Помощь девушке при адаптации в команде оказали Александра Керженцева, Мария Гришина и Екатерина Лифанова, которые к тому моменту уже полгода проживали в Красноярске и играли в регби. В составе регбийной команды Сибирского федерального университета она стала в 2014 году серебряным призёром III летней спартакиады молодёжи России. Зальцман предрекал Богачёвой успешное выступление, заслуживающее вызова в сборные России.
За время выступлений в составе «Енисея-СТМ» Михальцова отметилась победой в чемпионате России по регби-7 в 2017 году, но из-за многочисленных игр за сборную приезжала в клуб преимущественно на решающие матчи туров чемпионатов России. 27 декабря 2019 года Алёна Михальцова и её одноклубница Елена Здрокова приняли решение покинуть «Енисей-СТМ» по истечении контракта. На следующий день Тирон официально перешла в ЦСКА. В связи с операцией, проведённой в 2020 году, и долгим последующим восстановлением она сумела выступить только в двух последних турах чемпионата России, но выиграла в том же году Кубок России. В 2021 году она выиграла в составе «армейцев» и чемпионат России по регби-7, и Кубок России.
Титул чемпионки России в составе ЦСКА Тирон завоёвывала также в 2022, 2023 и 2024 годах, завоевав итого четыре чемпионских титула подряд. Обладательница Кубка России в 2022 и 2024 годах.

## Карьера в сборной

### Начало карьеры: 2014—2015 годы
В сборную России по регби-7 Богачёва впервые была приглашена в конце 2013 года перед этапом Мировой серии по регби-7 в Дубае, но из-за травмы стопы не поехала. В январе 2014 года она впервые прибыла на сбор национальной команды и, быстро адаптировавшись к условиям, попала в состав на Мировую серию. Командой тогда руководил Павел Барановский, к требованиям которого Богачёва привыкла за один сбор. Богачёва была вызвана в сборную на этап Мировой серии в Атланте вместо Русиет Едиджи, дебютировала там в матче против Испании. В том же году она выиграла свою первую золотую медаль в сборной, успешно отыграв на обоих этапах чемпионата Европы по регби-7 со сборной России.
В 2015 году в составе российской сборной Алёна Михальцова выступила на этапе Мировой серии в Канаде в рамках сезона 2014/2015, где россиянки завоевали серебряные медали: сборная России тогда с большим трудом вышла из группы, попав в четвертьфинале на сборную Австралии, однако, несмотря на усталость и моральную опустошённость, сумели победить, пропустив первую попытку и потом занеся две в ответ. В полуфинале россиянки обыграли Францию, а в финале проиграли новозеландкам. В том же году она стала серебряным призёром чемпионата Европы по регби-7, который был отборочным турниром к Олимпиаде в Рио-де-Жанейро.
В декабре 2015 года на этапе в Дубае в рамках сезона Мировой серии 2015/2016 сборная России снова дошла до финала Кубка: на групповом этапе они разгромили новозеландок со счётом 33:7, причём Михальцова занесла попытку в матче, сделав счёт 24:7. Позже россиянки победили Францию (21:17) и Бразилию (41:0). В четвертьфинале ими была обыграна Испания (24:0), в полуфинале — Англия (19:12), а в финале россиянки проиграли Австралии (12:31). Выступавшая в составе сборной Михальцова стала самым результативным игроком этапа и вошла в символическую сборную. Однако она вскоре повредила передние крестообразные связки на колене, из-за чего не играла на последующих этапах.

### 2016 год
В марте 2016 года стало известно о положительных допинг-пробах Алёны и Алексея Михальцовых: Алёну уличили в употреблении мельдония, который официально был включён в список запрещённых WADA веществ с 1 января 2016 года, вследствие чего её временно отстранили от дальнейших выступлений. Сама спортсменка уверяла, что последний раз подобный препарат принимала в сентябре 2015 года, прекратив его употреблять после того, как WADA анонсировала включение препарата в список запрещённых веществ, и оспорила дисквалификацию, настояв на подробном расшифровке анализа допинг-пробы A. С её слов, во взятой допинг-пробе A было всего 7,5 нанограмм мельдония. 4 мая 2016 года спортивный юрист Артём Пачев сообщил, что с Михальцовой сняли все обвинения в употреблении допинга и полностью оправдали: содержание оказалось в 100 раз меньше допустимого.
По итогам же всего сезона 2015/2016 Мировой серии Михальцова попала в символическую сборную турнира, хотя не играла с этапа в Дубае и участвовала только в сборе в Испании. Хотя история с мельдонием не получила продолжения, после приезда в расположение сборной России, готовившейся в июне 2016 года к квалификационному турниру к Олимпиаде в Дублине, Михальцова на следующий день сломала ногу на тренировке. Во время разминочного упражнения последовал захват ноги, которая ушла на излом: Михальцова испытывала боль при ходьбе, хотя не знала, что случился перелом. Позже врачи установили, что серьёзных опасений нет и что спортсменка может гипотетически восстановиться к олимпийскому квалификационному турниру. Однако Михальцова не успела восстановиться к матчам турнира, а российская сборная, морально не готовая в должной мере к борьбе за путёвку на Олимпиады, потерпела неудачу, проиграв в финале того турнира решающую встречу Испании со счётом 12:19. Отчасти это было объяснимо тем, что в сборную из-за травмы не приехала и Надежда Кудинова. В дальнейшем тренеры сборной вели разговор об этом поражении, напоминая игрокам российской сборной о том, как недооценка соперника может привести к провалу.
Свой второй титул чемпионки Европы Михальцова завоевала в том же году, выступив в сентябре на этапе чемпионата Европы во Франции, а в октябре — в Испании. Зимой 2016 года на этапе Мировой серии сезона 2016/2017 в Дубае, на котором россиянки заняли 3-е место и завоевали бронзовые награды, россиянка стала самым полезным игроком этапа, совершив 23 захвата и 55 успешных действий (в том числе 3 прорыва, 9 оффлодов и свыше 20 владений): в рейтинге она опередила англичанку Наташу Бреннан и ирландку Люси Малхолл.

### 2017 год
Сезон Мировой серии 2016/2017 принёс россиянкам итоговое 5-е место и квалификацию на чемпионат мира в Сан-Франциско 2018 года. Михальцова была в числе фаворитов на приз MVP (самого ценного игрока) Мировой серии по регби-7 и долго лидировала в общем зачёте. На первых двух этапах в её активе было суммарно 120 очков (41 захват, 13 прорывов, 17 оффлодов и 49 атак с мячом), шедшая второй капитан сборной Ирландии Люси Малхолл имела в активе 108 очков, а на третьем месте была австралийка Шарлотта Кэслик (94 очка). Михальцова к тому моменту была одной из шести российских регбисток, принимавших участие в 10 и более этапах Мировых серий. После трёх этапов лидерство Михальцовой укрепилось, а на четвёртом этапе в Китакюсю она оформила дубль по попыткам в матче против француженок (победа 26:5). Однако на заключительном этапе во Франции она не играла, вследствие чего приз забрала новозеландка Микаэла Блайд. Условия для подобного лидерства складывались на протяжении трёх сезонов Мировой серии подряд.
В июле того же года Михальцова выиграла в третий раз чемпионат Европы, выступив на этапах в Мальморе и Казани: по сумме двух этапов она набрала 112 очков, в том числе 57 во втором туре (11 попыток и реализация). В декабре на этапе Мировой серии в Дубае в сезоне 2017/2018 она впервые вывела сборную России на поле как капитан: россиянки завоевали бронзовые медали, а Михальцова снова получила приз самого полезного игрока этапа. Она набрала 61 очко благодаря 22 захватам, 9 прорывам, 9 оффлодам и 21 движению с мячом, опередив на 6 баллов японку Тихару Накамура. По итогам года она также была названа лучшей регбисткой страны.

### 2018 год
По итогам сезона Мировой серии 2017/2018 Михальцова дважды завоёвывала приз самого ценного игрока этапа: ей удалось этого добиться на этапах в Дубае и в Китакюсю. В частности, на этапе в Китакюсю со сборной она заняла 5-е место, занеся 11 попыток, из которых пять были занесены в игре против сборной Англии — подобный рекорд по попыткам за матч прежде ставили новозеландки Микаэла Блайд и Портия Вудман, а также австралийка Эмма Тонегато. Будучи в группе лидеров в борьбе за приз самому полезному игроку Мировой серии, Михальцова в итоге не сумела завоевать его, не сыграв на последнем этапе.
Летом того же года она выступала на чемпионате мира по регби-7 в Сан-Франциско, где российская команда заняла 8-е место. Она сломала кисть перед началом турнира и играла с лангетой на руке, но в первом же матче она занесла попытку, пробежав всё поле: Тирон утверждала, что видела это во сне перед началом турнира. На момент завершения Мировой серии сезона 2017/2018 в активе Алёны были 84 игры и 366 очков (70 попыток), в том числе 22 игры и 134 очка (24 попытки) в сезоне 2017/2018. Осенью того же года Михальцова выиграла со сборной свой четвёртый чемпионат Европы, выступив на этапе в Мальморе (россиянки проиграли француженкам в финале) и в Казани (россиянки победили француженок в финале). Сама победа для российской командой стала пятой за историю выступлений (россиянки потерпели только одно поражение). На первом этапе нового розыгрыша Мировой серии 2018/2019 в Глендейле Михальцова снова выиграла приз самому полезному игроку, набрав 57 очков благодаря 10 захватам, 9 прорывам, 7 оффлодам и 31 атаке с мячом (сборная заняла 7-е место).

### 2019 год
По ходу сезона 2018/2019 Мировой серии Михальцова завоевала приз самому ценному игроку по итогам этапа в Сиднее: на турнире в Австралии она совершила 39 захватов, 16 прорывов, 14 оффлодов и 77 владений. По итогам этого сезона россиянки стали седьмыми в общем зачёте, а Михальцова получила приз MVP (самого ценного игрока) по совокупности выступлений на всех этапах. На её счету в сезоне 2018/2019 оказалось суммарно 17 попыток (85 очков), 74 захвата, 32 прорыва, 127 атак с мячом (владений) и 26 подкидок (оффлодов), а суммарно это принесло Михальцовой 259 очков. Тем не менее сама сборная России ни разу не попала даже в Топ-4, заняв итоговое 7-е место.
В июле того же года Михальцова выступила за сборную на этапах чемпионата Европы в Мальморе и Харькове, одержав с командой суммарную победу по сумме двух этапов: для российской сборной этот титул стал шестым в истории, а для самой регбистки — пятым. Также в составе сборной России она приняла участие в специальном европейском отборочном турнире к Олимпиаде, прошедшем в Казани: россиянки, легко обыгравшие в четвертьфинале итальянок со счётом 44:0, вышли в полуфинал на сборную Испании и мысленно полагали, что без проблем пройдут в финал и сыграют с Францией, своим главным конкурентом. Однако в финал вышла Англия, а россиянки вышли на игру с испанками расслабленными, считая для себя англичанок удобными соперницами, и чуть не проиграли испанкам: именно Михальцова спасла матч, занеся решающую попытку. В финале же россиянки уступили Англии со счётом 0:19, не сумев напрямую попасть на Олимпиаду, но отобравшись на решающий квалификационный турнир в Монако, где разыгрывались ещё две путёвки.
К концу 2019 года всего в активе Алёны Тирон было 133 матча в Мировой серии, в которых Тирон набрала 483 очка (в том числе 93 попытки). Однако в декабре того же года на этапе Мировой серии она повредила колено, дёрнув боковую часть, из-за чего вынуждена была пропустить этап в новозеландском Гамильтоне. Ей требовалась срочная хирургическая операция, однако тренерский штаб долго не решался это сделать, поскольку в таком случае спортсменка рисковала пропустить квалификацию к Олимпиаде в Токио и финальный турнир Игр. Однако поскольку Игры и соответствующие турниры были перенесены с 2020 на 2021 год из-за пандемии COVID-19, спортсменка сделала необходимую операцию, а восстановление заняло полгода.

### 2021 год: Олимпиада
В 2021 году Тирон выступила в феврале на международном турнире в Испании, организованном специально в связи с отменой розыгрыша этапов Мировой серии, а также сыграла на обоих этапах чемпионата Европы по регби-7 в Лиссабоне и Москве, выиграв шестой титул чемпионки Европы в своей карьере. 19 и 20 июня 2021 года сборная России выступала на решающем квалификационном турнире на Олимпиаду в Токио, прошедшем в Монако: на турнире разыгрывались две путёвки в Токио. Россиянки уверенно вышли из группы, победив команды Самоа (29:0), Мексики (55:0) и Аргентины (41:7). В четвертьфинале они снова победили Самоа (снова со счётом 29:0), а в полуфинале — Казахстан (38:0), отобравшись на Олимпиаду: после финального свистка в игре против Казахстана они отпраздновали выход, изобразив езду на велосипеде с участием всей команды. Суммарно россиянки выиграли все матчи с общим счётом 195:7. Другим финалистом и обладателем путёвки в Токио стала сборная Франции, финал между этими командами не игрался. В каждой из встреч первого (Самоа и Мексика) и второго игровых дней (Аргентина, Самоа, Казахстан) Тирон заносила по одной попытке.
5 июля того же года Тирон была включена в заявку команды ОКР на Олимпиаду в Токио. На самом турнире россиянки, выступавшие под флагом ОКР, в групповом этапе проиграли Великобритании (12:14), победили Кению (35:12) и проиграли Новой Зеландии (0:33). Заняв 3-е место, по дополнительным показателям они вышли в четвертьфинал олимпийского турнира. Однако по итогам турнира команда ОКР заняла только 8-е место: в четвертьфинале она проиграла новозеландкам 0:36, а в утешительном турнире уступила Австралии (7:35) и Китаю (10:22), причём в игре против Китая они вели со счётом 10:0. На самом турнире Тирон сыграла все шесть матчей и набрала 10 очков, занеся по одной попытке в играх против Кении и Китая.
Итоговый результат стал разочарованием и для самой команды, и для болельщиков: по мнению Тирон, команда либо не смогла набрать должную физическую форму, либо плохо подготовилась тактически. О выступлении без российского флага на Олимпиаде она ещё в конце 2017 года заявила, что у спортсменов нет выбора как такового в этом вопросе, но выступающие должны знать «в душе», какую именно страну они представляют на турнирах. Исполняя на протяжении пяти лет обязанности капитана сборной по регби-7, уже после Олимпиады Тирон доверила капитанскую повязку Надежде Созоновой, а зимой выступила на сдвоенном этапе Мировой серии в Дубае. Также она выразила желание выступить на Олимпиаде в Париже. По итогам 2021 года она также вошла в символическую сборную России по регби-7, составленную Федерацией регби России.

### 2022 год
В январе 2022 года Тирон была включена в состав сборной России на третий этап Мировой серии, который проходил в Малаге. Для сборной то выступление было осложнено тем, что сразу четыре человека (Елена Здрокова, Надежда Созонова, Асият Алиева и Надежда Медведева) сдали положительные тесты на коронавирус, и в распоряжении команды осталось всего 9 игроков. В игре групповой стадии против Бразилии, завершившейся победой россиянок со счётом 15:10, она занесла свою 100-ю попытку, став второй после Байзат Хамидовой российской регбисткой с этим достижением, а сама российская сборная дошла до финала, победив Австралию со счётом 29:26 и завоевав серебряные медали в финале впервые с 2015 года (поражение от США со счётом 10:35).
В Мировой серии по регби-7 среди женщин по итогам 4-го этапа сезона 2021/2022, состоявшегося в Севилье, в активе Тирон были 155 матчей и 558 очков, набранных за счёт 108 попыток и 9 реализаций, а также три жёлтые карточки. Последующее отстранение России от международных турниров не позволило сборной по регби-7 продолжить выступления в Мировой серии.

## Стиль игры
Антропометрические данные Алёны Тирон — рост 172 см, вес 70 кг. Приседает с весом от 130 до 150 кг, результаты теста по максимальным приседаниям со 100 кг — 28 приседаний. Изначально Тирон играла на краю (позиция винга) и совершала минимум захватов, но позже перешла в центр, где умело делала классные захваты или отыгрывала мяч в борьбе. На первых порах она, несмотря на свою легкоатлетическую подготовку, могла отыграть в полную силу только первый тайм, выдыхаясь уже во втором тайме. Тем не менее достаточно быстрое попадание в сборную России позволило спортсменке научиться играть весь матч, а по ходу карьеры она развивала плечевой пояс.
Тирон характеризовалась клубом «Енисей-СТМ» как универсальный игрок, сочетающий силу, скорость и хорошую координацию движений. Как бывшая легкоатлетка, предпочитает столкновения на скоростях, борьбу и защиту. С тактической точки зрения, считает важной командную игру в каждом матче: она предпочитает отдать пас партнёру, который поддерживает её во время атаки, чем пробежать самой к зачётной зоне. Своей лучшей напарницей она называет Елену Здрокову, которую сама и привела в регби: с ней у Тирон налажено взаипомонимание в сборной, которое часто выражается в успешных результативных пасах Тирон на Здрокову. Самыми сложными моментами в игре Тирон называла ситуации, когда игрок «идёт на передний», а его встречают два защитника, или когда игрок в момент приёма паса уже находится в контакте с противником. Считает трудолюбие, честность и характер тремя главнейшими качествами спортсмена.

## Личная жизнь
Мать по образованию — математик, пишет стихи. Есть старшая сестра, также занимавшаяся лёгкой атлетикой, и племянница. Сама Тирон окончила Новосибирский государственный педагогический университет, факультет физической культуры. Является членом редакционного совета журнала «Rugby».
Первый муж — регбист Алексей Михальцов, винг клуба «Енисей-СТМ», в прошлом также легкоатлет. Второй муж — Илья Тирон (род. 1 июля 1990 года), менеджер по развитию детско-юношеского регби Федерации регби России; в прошлом игрок московского «Торпедо» и видеоаналитик сборной России, проработавший более 8 лет на этом посту. С Ильёй Алёна познакомилась в 2015 году, а предложение руки и сердца Илья сделал своей возлюбленной в виде нескольких квест-сюрпризов с привлечением профессиональных актёров. Свадьба состоялась 12 октября 2019 года в главном зале Большого Царицынского дворца. Супруги проживают в Зеленограде. 25 марта 2024 года Алёна родила дочь Марину.
Тирон отличается на поле яркой внешностью, особенно своими разноцветными косами: впервые она сделала такую причёску на турнире в Дубае, покрасив себе волосы, а на этапе чемпионата Европы 2018 года в Казани заплела длинные косы, впечатлив этим самым и зрителей, и телекомментаторов. Косы она заплетает перед матчами и контактными тренировками: ей это делали изначально сестра и племянница, а потом этим занялась Дарья Норицина. По признанию самой Тирон, в первом же таком матче её попытались схватить за косы, а после турнира она ещё неделю носила их. Результативные действия в игре отмечает, жестом показывая букву «Т» и сердечко. Дружит с Еленой Здроковой. Сделала несколько татуировок.
Любимый фильм — «Один дома». Любимая книга — «7 навыков высокоэффективных людей» (автор Стивен Кови). Смотрит соревнования по биатлону, также следит за лёгкой атлетикой и волейболом, на сборах вяжет спицами. Снималась для календаря «Игра Чемпионов» на 2021 год.

## Достижения в лёгкой атлетике
- Чемпионат России 2012: серебро (Эстафета 400+300+200+100 м) и бронза (Эстафета 800+400+200+100 м)[100]

## Достижения в регби

### Внутрироссийские турниры
Чемпионат России (регби-7):
- Чемпионка: 2017 (Енисей-СТМ)[8][36], 2021[101]
- Серебряный призёр: 2015, 2016, 2018 (Енисей-СТМ)[8][36], 2022, 2023, 2024 (ЦСКА)[21]
- Бронзовый призёр: 2013, 2014[36], 2019 (Енисей-СТМ)[102]

Кубок России (регби-7):
- Победительница: 2020[2], 2021[103], 2022[22], 2024 (ЦСКА)[21]
- Финалистка (серебряный призёр): 2015[104], 2017 (Енисей-СТМ)[105]

### Сборные России
Женский чемпионат Европы по регби-7
- Чемпионка: 2014[25], 2016, 2017[41][52], 2018[106], 2019[2], 2021[36]
- Серебряный призёр: 2015[2][25]

Женский чемпионат Европы по регби-15
- Бронзовый призёр: 2016[2][106]

Мировая серия:
- Серебряный призёр этапа в Канаде 2015 года[англ.] (сезон 2014/2015)[16]
- Серебряный призёр этапа в Дубае 2015 года[англ.] (сезон 2015/2016)[26]
- Бронзовый призёр этапа в Дубае 2016 года[англ.] (сезон 2016/2017)[39]
- Бронзовый призёр этапа в Дубае 2017 года[англ.] (сезон 2017/2018)[50]
- Серебряный призёр этапа в Малаге 2022 года[англ.] (сезон 2021/2022)[87]

### Персональные
- Член символической сборной этапов Мировой серии:
  - Этап 2015 года в Дубае (сезон 2015/2016)[25][26][39][106]
  - Этап 2018 года в Китакюсю (сезон 2017/2018)[55]
- Пятикратный обладатель приза самого ценного игрока этапов Мировой серии (DHL Impact Player Awards):
  - Сезон 2016/2017 — этап в Дубае[40]
  - Сезон 2017/2018 — этапы в Дубае[50][107] и Китакюсю[55][108]
  - Сезон 2018/2019 — этапы в Глендейле[54] и в Сиднее[61]
- MVP Мировой серии по регби-7 сезона 2018/2019[2][63]
- Регбистка года в России: 2017[52]